# Busanhaeng
Busanhaeng (hangul: 부산행; hanja: 釜山行, bra: Invasão Zumbi; prt: Train to Busan) é um filme sul-coreano de apocalipse zumbi, ação e suspense de 2016, dirigido por Yeon Sang-ho e estrelado por Gong Yoo, Jung Yu-mi e Ma Dong-seok.
O filme acompanha a jornada de um executivo obcecado por trabalho e sua pequena filha a bordo de um trem que viaja de Seul para Busan em meio ao surgimento de uma doença que transforma as pessoas em zumbis.
O filme estreou na Sessão da Meia-noite do Festival de Cannes de 2016, em 13 de maio. No dia 7 de agosto, ele se tornou o primeiro filme de 2016 a ultrapassar a marca de 10 milhões de espectadores. O filme foi exibido em Portugal pelo Festival Internacional de Cinema de Terror de Lisboa, com o título em inglês Train to Busan.
Uma pré-sequência animada, Estação de Seul, também dirigido por Sang-ho, foi lançada menos de um mês depois.

## Elenco
- Gong Yoo como Seok-woo, um administrador de investimentos obcecado por seu trabalho
- Kim Su-an como Soo-an, a pequena filha de Seok-woo que deseja ir a Busan para ver sua mãe
- Ma Dong-seok como Sang-hwa, um operário que despreza homens na posição de Seok-woo
- Jung Yu-mi como Seong-kyeong, a esposa grávida de Sang-hwa
- Kim Eui-sung como Yon-suk, um funcionário da empresa de trens rico e egoísta
- Choi Woo-shik como Yong-guk, um jovem jogador de beisebol
- Ahn So-hee como Jin-hee, namorada de Yong-guk e líder de torcida
- Choi Gwi-hwa como um mendigo
- Jung Suk-yong como o maquinista do  KTX
- Ye Soo-jung como In-gil
- Park Myung-sin como Jong-gil
- Jang Hyuk-jin como Ki-chul
- Kim Chang-hwan como Kim Jin-mo
- Shim Eun-kyung como a garota em fuga

## Recepção

### Bilheteria
Invasão Zumbi arrecadou US$ 87,5 milhões de dólares em todo o mundo. Tornou-se a maior bilheteria do cinema coreano na Malásia (US$ 4,84 milhões), Hong Kong (US$ 8,52 milhões), e Singapura (US$ 3,1 milhões). Na própria Coreia do Sul, registrou bilheteria de 11 milhões.

### Recepção da crítica
O filme recebeu críticas positivas. No Rotten Tomatoes, o filme tem uma aprovação de 96% com base em 78 críticas, com uma classificação média de 7,6 de 10. o consenso do site diz que "Invasão Zumbi entrega uma abordagem arrepiantemente única - e puramente divertida - no gênero zumbi, com personagens plenamente reais e bastantes comentários sociais para destacar os picos de ação habilmente encenados". O Metacritic deu ao filme uma pontuação média de 72/100 com base em 15 resenhas, indicando "críticas em geral favoráveis". Clark Collis do Entertainment Weekly escreveu que o filme "toma muita coisa emprestada de World War Z em sua exibição de hordas de zumbis de rápida locomoção ao mesmo tempo em que destaca uma essência emocional que sempre faltou à extravagância da atuação de Brad Pitt", acrescentando que "o resultado é de primeira classe do começo ao fim." O filme recebeu a distinção "The New York Times Critics' Pick", com a crítica Jeannette Catsoulis apontando a sutil luta de classes na obra.
Por outro lado, críticas negativas consideraram o filme um "Expresso do Amanhã com zumbis". David Ehrlich da IndieWire comentou que "conforme os personagens são reduzidos a arquétipos (e começam a tomar decisões sem sentido), o espetáculo também lança sua personalidade única."
O diretor Edgar Wright, que dirigiu a comédia com zumbis indicada ao BAFTA Shaun of the Dead, foi um grande fã do filme. Edgar o recomendou em um tweet e o chamou de "melhor filme de zumbi que eu já vi."

### Premiações
| Prêmio                                    | Data da cerimônia      | Categoria                                    | Indicado(s)/vencedor(es)                            | Resultado | Referência(s)        |
| ----------------------------------------- | ---------------------- | -------------------------------------------- | --------------------------------------------------- | --------- | -------------------- |
| Asian Film Awards                         | 21 de março de 2017    | Melhor ator                                  | Gong Yoo                                            | Indicado  | [ 22 ] [ 23 ]        |
| Asian Film Awards                         | 21 de março de 2017    | Melhor Ator Coadjuvante                      | Ma Dong-seok                                        | Indicado  | [ 22 ] [ 23 ]        |
| Asian Film Awards                         | 21 de março de 2017    | Melhor Editor                                | Yang Jin-mo                                         | Indicado  | [ 22 ] [ 23 ]        |
| Asian Film Awards                         | 21 de março de 2017    | Melhores Efeitos Visuais                     | Jung Hwang-su                                       | Indicado  | [ 22 ] [ 23 ]        |
| Asian Film Awards                         | 21 de março de 2017    | Melhor Figurinista                           | Kwon Yoo-jin and Rim Seung-hee                      | Indicado  | [ 22 ] [ 23 ]        |
| Blue Dragon Film Awards                   | 25 de novembro de 2016 | Melhor Filme                                 | Train to Busan                                      | Indicado  | [ 24 ] [ 25 ] [ 26 ] |
| Blue Dragon Film Awards                   | 25 de novembro de 2016 | Melhor Ator Coadjuvante                      | Kim Eui-sung                                        | Indicado  | [ 24 ] [ 25 ] [ 26 ] |
| Blue Dragon Film Awards                   | 25 de novembro de 2016 | Melhor Ator Coadjuvante                      | Ma Dong-seok                                        | Indicado  | [ 24 ] [ 25 ] [ 26 ] |
| Blue Dragon Film Awards                   | 25 de novembro de 2016 | Melhor Atriz Coadjuvante                     | Jung Yu-mi                                          | Indicado  | [ 24 ] [ 25 ] [ 26 ] |
| Blue Dragon Film Awards                   | 25 de novembro de 2016 | Melhor Novo Diretor                          | Yeon Sang-ho                                        | Indicado  | [ 24 ] [ 25 ] [ 26 ] |
| Blue Dragon Film Awards                   | 25 de novembro de 2016 | Melhor Direção de Arte                       | Lee Mok-won                                         | Indicado  | [ 24 ] [ 25 ] [ 26 ] |
| Blue Dragon Film Awards                   | 25 de novembro de 2016 | Melhor Roteiro                               | Park Joo-seok                                       | Indicado  | [ 24 ] [ 25 ] [ 26 ] |
| Blue Dragon Film Awards                   | 25 de novembro de 2016 | Melhor Edição                                | Yang Jin-mo                                         | Indicado  | [ 24 ] [ 25 ] [ 26 ] |
| Blue Dragon Film Awards                   | 25 de novembro de 2016 | Melhor Cinematografia                        | Lee Hyeong-deok                                     | Indicado  | [ 24 ] [ 25 ] [ 26 ] |
| Blue Dragon Film Awards                   | 25 de novembro de 2016 | Melhor Iluminação                            | Park Jeong-woo                                      | Indicado  | [ 24 ] [ 25 ] [ 26 ] |
| Blue Dragon Film Awards                   | 25 de novembro de 2016 | Prêmio Técnico                               | Kwak Tae-yong and Hwang Hyo-gyoon (special make-up) | Venceu    | [ 24 ] [ 25 ] [ 26 ] |
| Blue Dragon Film Awards                   | 25 de novembro de 2016 | Escolha do Público para Filme Mais Popular   | Train to Busan                                      | Venceu    | [ 24 ] [ 25 ] [ 26 ] |
| Buil Film Awards                          | 7 de outubro de 2016   | Melhor Filme                                 | Train to Busan                                      | Indicado  | [ 27 ] [ 28 ] [ 29 ] |
| Buil Film Awards                          | 7 de outubro de 2016   | Melhor Ator Coadjuvante                      | Kim Eui-sung                                        | Venceu    | [ 27 ] [ 28 ] [ 29 ] |
| Buil Film Awards                          | 7 de outubro de 2016   | Melhor Atriz Coadjuvante                     | Jung Yu-mi                                          | Indicado  | [ 27 ] [ 28 ] [ 29 ] |
| Buil Film Awards                          | 7 de outubro de 2016   | Melhor Cinematografiainematography           | Lee Hyeong-deok                                     | Indicado  | [ 27 ] [ 28 ] [ 29 ] |
| Buil Film Awards                          | 7 de outubro de 2016   | Melhor Direção de Arte                       | Lee Mok-won                                         | Indicado  | [ 27 ] [ 28 ] [ 29 ] |
| Buil Film Awards                          | 7 de outubro de 2016   | Yu Hyun-mok Film Arts Award                  | Yeon Sang-ho                                        | Venceu    | [ 27 ] [ 28 ] [ 29 ] |
| Fangoria Chainsaw Awards                  | -                      | Melhor Filme em Língua Estrangeira           | Train to Busan                                      | Pendente  | [ 30 ]               |
| Fangoria Chainsaw Awards                  | -                      | Melhor Ator                                  | Gong Yoo                                            | Pendente  | [ 30 ]               |
| Korean Association of Film Critics Awards | 24 de novembro de 2016 | Prêmio Técnico                               | Train to Busan                                      | Venceu    | [ 31 ]               |
| Saturn Awards                             | 28 de junho de 2017    | Melhor Filme de Terror                       | Train to Busan                                      | Indicado  | [ 32 ]               |
| Baeksang Arts Awards                      | 3 de maio de 2017      | Melhor Filme                                 | Train to Busan                                      | Indicado  | [ 33 ] [ 34 ]        |
| Baeksang Arts Awards                      | 3 de maio de 2017      | Melhor Ator Coadjuvante                      | Kim Eui-sung                                        | Venceu    | [ 33 ] [ 34 ]        |
| Baeksang Arts Awards                      | 3 de maio de 2017      | Melhor Ator Coadjuvante                      | Ma Dong-seok                                        | Indicado  | [ 33 ] [ 34 ]        |
| Baeksang Arts Awards                      | 3 de maio de 2017      | Melhor Diretor Novo                          | Yeon Sang-ho                                        | Venceu    | [ 33 ] [ 34 ]        |
| Chunsa Film Awards                        | 24 de maio de 17       | Prêmio Técjnico                              | Kwak Tae-yong                                       | Venceu    | [ 35 ]               |
| Chunsa Film Awards                        | 24 de maio de 17       | Prêmio Especial do Público para Melhor Filme | Train to Busan                                      | Venceu    | [ 35 ]               |

## Lançamento
A distribuidora estadunidense Well Go USA lançou versões em DVD e Blu-ray de Invasão Zumbi em 17 de janeiro de 2017. FNC Add Culture lançou o DVD e Blu-ray coreanos em 22 de fevereiro.Predefinição:Third-party-inline

## Refilmagem
A Variety disse em dezembro de 2016 que a Gaumont faria uma refilmagem de Invasão Zumbi em inglês.